# Vendémian
Vendémian (okzitanisch: Vendemian) ist ein südfranzösischer Ort und eine Gemeinde mit 1.157 Einwohnern (Stand: 1. Januar 2022) im Département Hérault in der Region Okzitanien. Die Gemeinde gehört zum Arrondissement Lodève und zum Kanton Gignac. Die Einwohner werden Vendémianais genannt.

## Lage
Vendémian liegt etwa 38 Kilometer nordöstlich von Béziers und etwa 25 Kilometer westsüdwestlich von Montpellier. Umgeben wird Vendémian von den Nachbargemeinden Saint-Bauzille-de-la-Sylve im Norden, Aumelas im Süden und Osten, Plaissan im Südwesten sowie Le Pouget im Westen. 

## Bevölkerungsentwicklung
| Jahr                       | 1962 | 1968 | 1975 | 1982 | 1990 | 1999 | 2006 | 2017 |
| Einwohner                  | 532  | 533  | 528  | 536  | 589  | 792  | 947  | 1056 |
| Quellen: Cassini und INSEE |      |      |      |      |      |      |      |      |

## Sehenswürdigkeiten

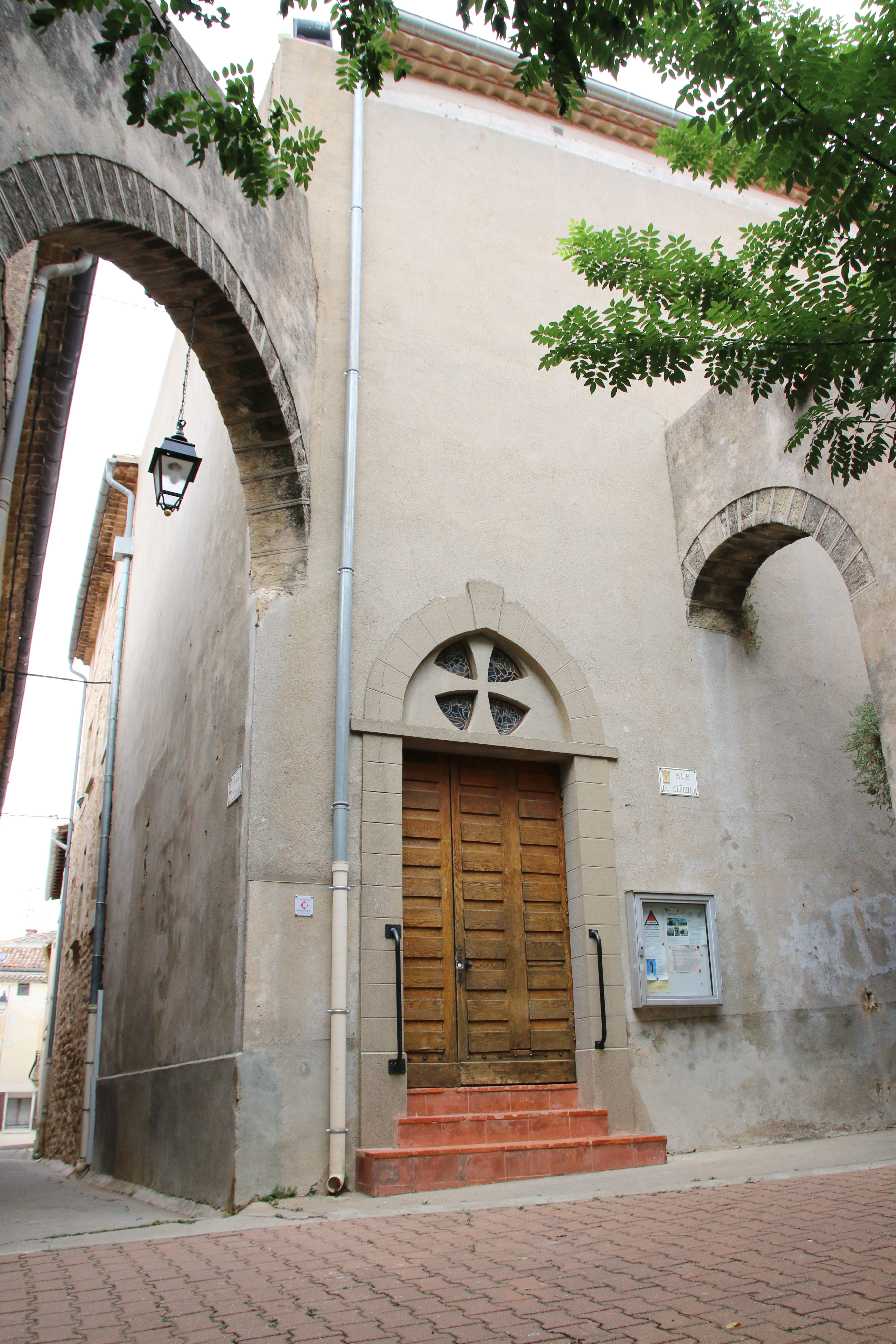
Kirche Saint-Pierre

- Kirche Saint-Pierre mit Glockenturm aus dem 12. Jahrhundert
- Portal Notre-Dame aus dem 16. Jahrhundert